# أخناتون سبنسر إيل
أخناتون سبنسر إيل (مواليد 13 أبريل 1979) هو مبارز بالسيف من الولايات المتحدة، مثّل بلاده في الألعاب الأولمبية الصيفية 2000.

## روابط خارجية
أخناتون سبنسر إيل على موقع الاتحاد الدولي للمبارزة (الإنجليزية)
- أخناتون سبنسر إيل على موقع أوليمبيديا (الإنجليزية)